# 滨湖哈尔滕
滨湖哈尔滕（德語：Haltern am See，發音：[ˈhaltɐn ʔam ˈzeː]）是德国北莱茵-威斯特法伦州明斯特行政区雷克灵豪森县的城市，面积159.03平方千米，2023年12月31日人口为38,033人。

## 国际关系

### 姊妹城市
- 英格兰 罗奇福德区（英语：Rochford District）
- 法國 罗-瓦朗丹
- 奥地利 格蘭河畔聖法伊特
- 德国 下布赖茨巴赫

### 友好城市
- 波蘭 比亞維布爾
- 德国 克利茨
- 波蘭 古拉圣安妮（英语：Góra Świętej Anny）